# Suffield (Connecticut)
Suffield è un comune di 14 704 abitanti degli Stati Uniti d'America, situato nella Contea di Hartford nello Stato del Connecticut.